# Caazapá (departement)

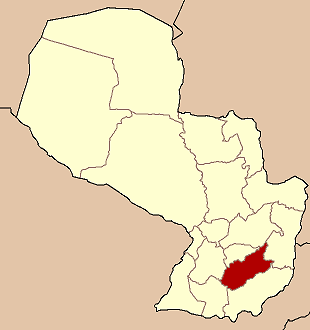
Departementets läge.

Departementets flagga.

Departementet Caazapá (Departamento de Caazapá) är ett av Paraguays 17 departement.

## Geografi
Caazapá har en yta på cirka 9 496 km² med cirka 139 000 invånare. Befolkningstätheten är 15 invånare/km². Departementet ligger i Región Oriental (Östra regionen).
Huvudorten är Caazapá med cirka 6 000 invånare.

## Förvaltning
Distriktet förvaltas av en Gobernador och har ordningsnummer 6, ISO 3166-2-koden är "PY-6".
Departementet är underdelad i 10 distritos (distrikt):
- Abaí
- Buena Vista
- Caazapá
- Doctor Moisés Bertoni
- Fulgencio Yegros
- General Higinio Morínigo
- Maciel
- San Juan Nepomuceno
- Tabaí
- Yuty

Distrikten är sedan underdelade i municipios (kommuner).